# Discorso sulla contaminazione
Il discorso sulla contaminazione o discorso sulla purità è un discorso pronunciato da Gesù e riportato dal vangelo secondo Matteo e dal vangelo secondo Marco.

## Il discorso
Una delegazione di farisei e scribi, giunta da Gerusalemme, chiese a Gesù come mai i suoi discepoli non si lavassero le mani prima di mangiare, come previsto dalle norme religiose. Gesù accusò farisei e scribi di ipocrisia, perché prestavano attenzione ad una norma stabilita dagli uomini e non da Dio, mentre permettevano di eludere il rispetto dei comandamenti di Dio, come quello di onorare il padre e la madre: era possibile infatti offrire a Dio (e quindi dare al Tempio) ciò che doveva servire per il sostentamento dei genitori. Radunata la folla, Gesù disse che ciò che rende impuro l’uomo non è quello che entra nella sua bocca, ma ciò che esce dalla sua bocca. Ai suoi discepoli spiegherà poi che ciò che entra dalla bocca va a finire nella fogna, mentre ciò che esce dalla bocca proviene dal cuore, da cui vengono tutti i propositi malvagi, che si trasformano in azioni e rendono impuro l’uomo. 

## Significato
La norma sul lavaggio delle mani prima dei pasti non era stabilita dal Pentateuco ma dalla tradizione orale e non era una norma igienica ma rituale, perché doveva essere eseguita in un certo modo. Originariamente la regola riguardava il pasto sacro effettuato nel Tempio di Gerusalemme, in cui una parte dell’offerta era destinata a Dio, una parte ai sacerdoti e una parte era consumata dal popolo; successivamente, la regola era stata generalizzata e il lavaggio rituale delle mani prima dei pasti doveva essere eseguito in ogni circostanza, anche a casa propria. Gesù sottolinea l'ipocrisia degli scribi e dei farisei, che pretendevano il rispetto di una norma secondaria stabilita dagli uomini e trovavano il modo di eludere il rispetto dei comandamenti stabiliti da Mosè su ordine di Dio, come nel caso del rispetto dei genitori. I figli erano tenuti al mantenimento dei genitori anziani, ma potevano sottrarsi all'obbligo facendo voto di offrire a Dio ciò che doveva servire per il loro sostentamento; non era necessario mantenere integralmente il voto, perché il Tempio si accontentava di averne una parte, ma così, con la complicità di scribi e sacerdoti, i figli potevano disonorare i genitori con la scusa di onorare Dio. Gesù poi va oltre la regola del lavaggio delle mani e affronta il problema della purità dei cibi, dichiarandola superata. Dal punto di vista pratico, tali regole potevano avere senso per un popolo nomade che viveva nel deserto, non per un popolo ormai stanziale che viveva in città e paesi. Gesù invita ad andare all'essenziale. Il cibo materiale può influire solo sugli organi del corpo ma non sullo spirito, pertanto non può contaminare moralmente l'uomo; il male che è nell'uomo invece lo corrompe, se si impadronisce degli affetti e dei pensieri traducendosi in azioni cattive. La vera purezza non nasce dagli atti esteriori, ma dal cuore dell’uomo e si manifesta nell'amore verso gli altri.